# Cuito Cuanavale flygplats
Cuito Cuanavale flygplats är en flygplats i Angola.   Den ligger i provinsen Cuando Cubango, i den centrala delen av landet, 900 kilometer sydost om huvudstaden Luanda. Cuito Cuanavale flygplats ligger 1 275 meter över havet.
Terrängen runt Cuito Cuanavale flygplats är platt. Trakten runt Cuito Cuanavale flygplats är nära nog obefolkad, med mindre än två invånare per kvadratkilometer..
I omgivningarna runt Cuito Cuanavale flygplats växer huvudsakligen savannskog.